# Misja „sui iuris” Tadżykistanu
Misja „sui iuris” Tadżykistanu (łac. Mission „sui iuris” Tadzikistanianus; ros. Миссия „sui iuris” Таджикистан) – samodzielna jednostka terytorialna dla katolików obrządku łacińskiego oraz jednostka podziału administracyjnego Kościoła katolickiego w Tadżykistanie, obejmująca swoim zasięgiem cały kraj. Utworzona 29 września 1997 przez Jana Pawła II. Siedziba superiora znajduje się przy Kościele parafialnym św. Józefa w Duszanbe.

## Historia
Wspólnota katolicka w Tadżykistanie zaczęła kształtować się od lat 40. XX wieku, kiedy to do tego kraju została deportowana ludność pochodzenia niemieckiego, ukraińskiego i litewskiego. Kościół katolicki w obawie przed represjami ze strony władz radzieckich działał w podziemiu. Dopiero w 1974 powstała pierwsza parafia katolicka w Duszanbe.
Upadek Związku Radzieckiego w 1991 i ogłoszenie niepodległości przez Tadżykistan spowodowało całkowite wyjście Kościoła z podziemia, na skutek tego terytorium zostało podporządkowane administraturze apostolskiej w Kazachstanie. 29 września 1997 papież Jan Paweł II wydzielił Tadżykistan z jej struktur, jako odrębną Misję „sui iuris”.

## Parafie misji
- Parafia św. Józefa w Duszanbe
- Parafia św. Teresy w Chodżencie
- Parafia św. Rocha w Kurgonteppie